# Kertajaya (Gandrungmangu)
Kertajaya is een bestuurslaag in het regentschap Cilacap van de provincie Midden-Java, Indonesië. Kertajaya telt 4907 inwoners (volkstelling 2010).